# Pokrowśke (hromada Zinków)
Pokrowśke (ukr. Покровське) – wieś na Ukrainie, w obwodzie połtawskim, w rejonie połtawskim, w hromadzie Zinków. W 2001 liczyła 556 mieszkańców, wśród których 511 wskazało jako ojczysty język ukraiński, 10 rosyjski, a 35 inny.